# تب راموس
تب راموس (انگلیسی: Tab Ramos؛ زادهٔ ۲۱ سپتامبر ۱۹۶۶) یک بازیکن فوتبال اهل ایالات متحده آمریکا است.
وی همچنین در تیم ملی فوتبال ایالات متحده آمریکا ۸۱ بازی در کارنامه خود دارد.